# Bieuzy
Bieuzy (en bretó Bieuzhi-an-Dour) és un municipi francès, situat a la regió de Bretanya, al departament d'Ar Mor-Bihan. L'any 2006 tenia 735 habitants. Limita al nord-oest amb Guern, al nord amb Malguénac al nord-est amb Le Sourn, a l'oest amb Melrand, a l'est amb Pluméliau, al sud-oest amb Quistinic, al sud Saint-Barthélemy i al sud-est amb Guénin.

## Demografia
| Evolució de la població INSEE |      |      |      |      |       |      |      |      |
| 1793                          | 1800 | 1806 | 1821 | 1831 | 1836  | 1841 | 1846 | 1851 |
| -                             | -    | -    | -    | -    | 1.534 | -    | -    | -    |

| 1856 | 1861 | 1866 | 1872  | 1876 | 1881 | 1886 | 1891 | 1896 |
| ---- | ---- | ---- | ----- | ---- | ---- | ---- | ---- | ---- |
| -    | -    | -    | 1.325 | -    | -    | -    | -    | -    |

| 1901 | 1906 | 1911  | 1921 | 1926 | 1931  | 1936 | 1946  | 1954  |
| ---- | ---- | ----- | ---- | ---- | ----- | ---- | ----- | ----- |
| -    | -    | 1.378 | -    | -    | 1.495 | -    | 1.187 | 1.122 |

| 1962  | 1968 | 1975 | 1982 | 1990 | 1999 | 2006 | 2011 | 2016 |
| ----- | ---- | ---- | ---- | ---- | ---- | ---- | ---- | ---- |
| 1.029 | 923  | 886  | 842  | 812  | 708  | -    | -    | -    |

| 2019 | - | - | - | - | - | - | - | - |
| ---- | - | - | - | - | - | - | - | - |
| -    | - | - | - | - | - | - | - | - |

## Administració
| Període | Identitat     | Partit |
| ------- | ------------- | ------ |
| 2001-   | Léon Quillere |        |

## Agermanaments
- Mairal